# Джай Сінґх I
Джай Сінґх I (*15 липня 1611 —28 серпня 1667) — раджпутський раджа Амбера у 1621–1667 роках, військовий очільник за часів падишахів Шах Джахана та Ауранґзеба.

## Життєпис
Походив з впливового раджпутського клану Качваха. Праонук Ман I Сінґха, раджи Амбера, онук Джаґат Сінґха, син Маха Сінґха, раджи Гарха, та Дамаянті Ратхор, онуки раджи Удай Сінґха II з клану Сесодія. У 1617 році після смерті батька успадкував князівство Гарха. Тоді ж був всиновленийстрийком — Бхау Сінґхом, раджою Амбера. Після смерті останнього у 1621 році Джай Сінґх рішенням падишаха Джахангіра отримав владу в Амбері. Проте передав частину князівства Гарх — Деогарх — клану Чундаваті (підклану клану Сесодія).
У 1630 році продав землю Шах Джахану, де почалося будівництво мавзолею Тадж Махал. Також з особистих каменярень Джай Сінґха I у Макрані (Раджпустана) спрямовувався білий мармур.
Військова кар'єра розпочалася за правління падишаха Шах Джахана. Він був у складі військ, що розташовувалися у Декані. У 1633 році повстав Хан Джахан Лоді, представник афганської знаті. Проте Джай Сінґх таємно залишив його й приєднав до військ падишаха, а потім брав участь у придушенні цього повстання. За це отримав в керування загін у 4 тисячі кіннотників.
У 1636 році був у складі військ на чолі із Шах Джаханом, що рушили проти султанів Голконди та Біджапура. За успішні дії в цій війни отримав у підпорядкування 5 тисяч кіннотників та джагір (маєтність) біля Аджмеру.
У 1638 році отримав наказ зайняти важливе місто Кандагар, який передав Великим Моголам колишній перський командир Алі Мардан-хан. За це отримав почесний титул мірза-раджа.
У 1641 році після смерті Асаф-хану йому доручено було придушити повстання Джагат Сінґха, раджи Патанії (на територіїс учасного штату Хімачал-Прадеш).
У 1647 році був у складі армії падишаха, яка зайняла Балх й Бадахшан. Проте тривала боротьба з узбеками не призвела до остаточного підкорення цих областей. В цій військовій кампанії Джай Сінґх I не дуже проявив себе.
У 1649 та 1652 році разом із шах-заде Ауранґзебом, у 1653 році з шах-заде Дара Шукохом намагався повернути до складу імперії Кандагар, захоплений Персією у 1649 році. Втім могольська армія не досягла успіху.
У 1657 році з початком війни за владу між Дара Шукохом й Ауранґзебом, перший доручив Джай Сінґху разом з Сулейманом Шукохом (сином Дари) виступити проти іншого шах-заде Шах Шуджи, субадара Бенгалії. Вирішального битва відбулася 14 лютого при Бахадурпурі (біля Варанасі), де Джай задав поразки ворогові, став переслідувати Шах Шуджу до Бенгалії. В цей момент Ауранґзеб розбив Дару Шукоха й захопив Аґру і Делі. Останній, намагаючись затвердитися на троні, сприяв залученю до себе прихильників Дара Шукоха. Тому Джай Сінґх отримав запрошення до Делі й командування у 7 тисяч кіннотників. Навзаєм Джай Сінґх допомогі Ауранґзебу залучити на свій бік Джасвант Сінґха, магараджу Мевара. Завдяки цього Дара Шукоху було завдано остаточної поразки.
У 1664 році очолив 150-тисячну армію, що рушила проти повсталого Шиваджі. Джай Сінґх вправним маневром розділив князівство Шиваджі навпіл. Потім захопив фортеці Пурандхар та Сінґхгарх. В підсумку Шиваджі вимушений був підписати мирний договір у фортеці Пурандар. За цим договором він передавав моголам 4/5 свого князівства, 23 фортеці та сплачував 400 тисяч срібних рупій компенсації, Його син Самбхаджі отримував титул сардара й спрямовувався до двору падишаха, а сам Шиваджі повинен був надати 10-тисячну армію для війни з Біджапуром. За успішне придушення повстання маратхів Джай Сінґх отримав вищий військовий ранг.
Проте військова кампанія 1665 року Джай Сінґха проти Біджапура виявилася невдалою, внаслідок недовіри з боку раджпута до маратхів. У 1666 році імперська армія залишила кордони султанату. Тоді Джай Сінґх, щоб убезпечити кордони імперії від маратхів, запросив Шиваджі до двору падишаха, обіцяючи тому гідний прийом. Але Шиваджі було підступно схоплено та заарештовано. Проте після втечі Шиваджі того ж року стосунки раджпутського князя з падишахом погіршилися. Джай Сінґха було звинувачено у сприянні цій втечі. 28 серпня 1667 року він раптово помер у місті Бурханпур. За деякий відомостями його було отруєно за наказом падишаха.